# Carl Gustaf Mannerheim (Entomologe)

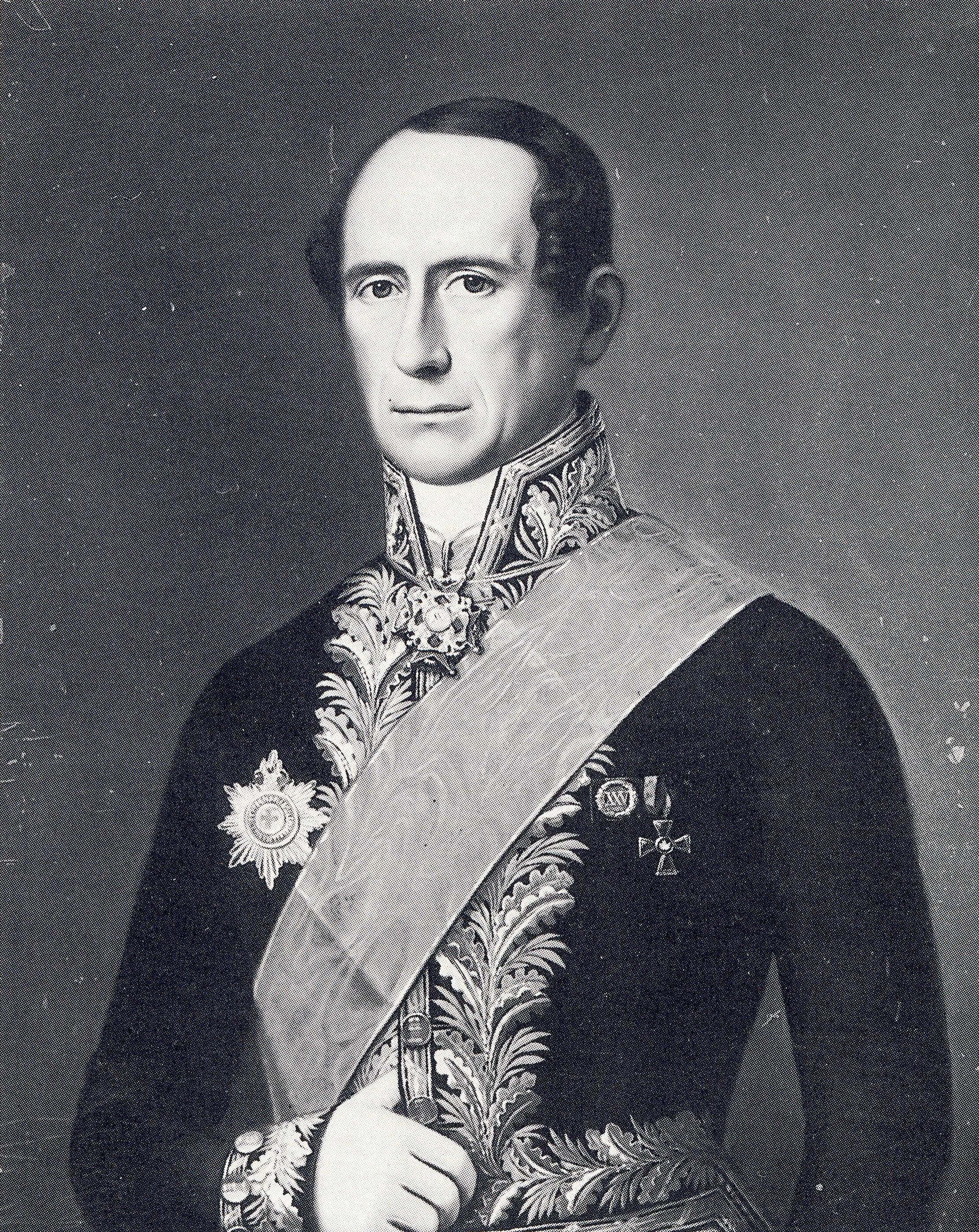
Bild Carl Gustaf Mannerheim (von Johan Erik Lindh)

Graf Carl Gustaf Mannerheim [ˈmɑnːɛrhɛim] (* 10. August 1797 in Askainen; † 9. Oktober 1854 in Stockholm) war ein finnischer Politiker und Entomologe.

## Leben
Carl Gustav war der älteste Sohn von Carl Erik Mannerheim (1759–1837). Er trat in den Staatsdienst und arbeitete ab 1819 als Sekretär in Sankt Petersburg. 1833 wurde er zum Gouverneur der Provinz Vaasa und wenig später auch von Wyborg ernannt. Von 1839 bis zu seinem Tode war er Präsident des Hofgerichts in Wyborg.
Daneben widmete sich Mannerheim entomologischen Studien und baute eine wissenschaftliche Käfer-Sammlung auf. Dabei lag sein territorialer Sammelschwerpunkt auf dem westlichen Nordamerika, damals Russisch-Amerika. Er war jedoch nie in dieser Provinz, sondern ließ sich durch Helfer zuarbeiten.
Mannerheim war seit 1827 korrespondierendes Mitglied der Russischen Akademie der Wissenschaften in Sankt Petersburg und seit 1825 Auswärtiges Mitglied der Schwedischen Akademie der Wissenschaften. Er wurde mit dem russischen Sankt-Stanislaus-Orden ausgezeichnet und war Ritter des Sankt-Wladimir-Ordens. Als 1838 La Société Cuvierienne gegründet wird, war er eines der 140 Gründungsmitglieder der Gesellschaft.
Carl Gustaf Mannerheim war mit Eva Vilhelmina von Schantz (1810–1895) verheiratet. Das Paar hatte drei Töchter und drei Söhne, u. a. Carl Robert Mannerheim (1835–1914). Dessen drittes Kind war Carl Gustaf Emil Mannerheim.

## Schriften
- Novae coleopterorum species imperii Rossici incolae descriptae. In: Hummel, Essais entomologiques, 1(4):19–41. 1825
- Enumération des Buprestides, et description de quelques nouvelles espèces de cette tribu de la famille des Sternoxes, de la collection de M. Le Comte Mannerheim. In: Bulletin de la Société Impériale des Naturalistes de Moscou 8:1–126. 1837
- Mémoire sur quelques genres et espèces de Carabiques. 1837
- Description de quelques nouvelles espèces de Coléoptères de Finlande. 1844
- Mémoire sur la récolte d’insectes coléoptères faite en 1842. 1843
- Beitrag zur Käferfauna der Aleutischen Inseln, der Insel Sitkha und Neu-Californiens. In: Bulletin de la Société Impériale des Naturalistes de Moscou 16:3–142. 1843 doi:10.5962/bhl.title.37833
- Lettre a S. E. Mr. Fischer de Waldheim ou relation d un voyage fait en 1844, en Suede, en Danemarck et dans nord de l’Allemagne. In: Bull. Soc. Imp. Nat. Moscou, 17: 844–872. 1844
- Insectes Coléoptères de la Sibérie orientale nouveaux ou peu connus. In: Bulletin de la Société Impériale des Naturalistes de Moscou, 25:273–309. 1852
- Dritter Nachtrag zur Käfer-Fauna der Nord-Amerykanischen Laender der Russischen Reiches. In: Bulletin de la Société Impériale des Naturalistes de Moscou, 3:3–181. 1853